# Nguyễn Hà Thanh
Nguyễn Hà Thanh (sinh năm 1988), là một vận động viên thể dục nghệ thuật Việt Nam từ Hà Nội. Năm 2012, anh trở thành vận động viên thể dục nghệ thuật đầu tiên giành được huy chương vàng cho Việt Nam tại World Challenge Cup, giành chiến thắng tại Cúp Thế giới Thể dục Nghệ thuật năm 2012 (2012 Artistic Gymnastics FIG World Cup) tại Ostrava, Cộng hòa Séc.